# ساياكا هيرانو
ساياكا هيرانو (باليابانية: 平野早矢香؛ بالكانا: ひらの さやか) هي لاعبة تنس الطاولة يابانية، ولدت في 24 مارس 1985 في كانوما في اليابان.

## وصلات خارجية
- ساياكا هيرانو على موقع منظمة تنس الطاولة العالمي (الإنجليزية)
- ساياكا هيرانو على موقع أوليمبيديا (الإنجليزية)